# Liberita
La liberita es un mineral de la clase 9 (silicatos), según la clasificación de Strunz. Es un silicato de litio y berilio de fórmula química Li2BeSiO4. Descubierto en 1964, su nombre viene probablemente de la composición química: Li (litio) + Be (berilio) + rita.

## Formación y yacimientos
Aparece en filones que cortan a rocas tactitas con esquistos de lepidolita-fluorita-magnetita.